# Église du Saint-Esprit des Guibertes
L'église du Saint-Esprit des Guibertes est une église située au Monêtier-les-Bains dans les Hautes-Alpes, en France. Elle est dédiée au Saint Esprit et à Saint Antoine. Saint Antoine était très invoqué contre les maladies de peau, la peste et le "mal des ardents" ou ergotisme gangréneux. Elle est inscrite au titre des monuments historiques depuis 1988.
Saint Antoine vivait au IIIème siècle en Egypte. Il se retire dans le désert où il vit plus de cent ans. Souvent tenté par le diable, il résiste et accueille de nombreux disciples. Il est le fondateur du monachisme chrétien. Ses reliques sont transférées au XIème siècle en Dauphiné. Ses attributs sont un cochon, le tau, le feu, un livre. On invoquait Saint Antoine contre le mal des ardents, liée à l'ergot de seigle, une maladie convulsive redoutable et incurable à l'époque.

## Histoire
Dès 1510, une chapelle succursale existe aux Guibertes, sous la tutelle de la paroisse du Monêtier-les-Bains. Régulièrement, les guibertins se cotisent pour faire dire des messes dans leur chapelle.

L'église brûle en 1665, 1741 et 1770. C'est entre 1707 et 1712 qu'a lieu la reconstruction, qui nous laisse le plus de témoignages au sein du bâtiment actuel (coupole, clocher). Au 18ième siècle, cette église est richement dotée par les nombreux émigrés et en particulier les libraires de Turin et de Milan. En 1836, l'église est érigée en paroisse jusque dans les années 1925, date où le dernier curé s'en ira. 

## Description

### L'extérieur

#### Le porche occidental[1]
Avant d'entrer, on remarque la façade monumentale à fronton triangulaire et pierres apparentes, datant de 1847. Au sommet du fronton, est plantée une croix très ouvragée en fer forgé. Au centre de la façade, une niche vide est encadrée de pierres en tufs taillés et parée d'une grille. La statue qui y figurait a été déposée au musée d'Art sacré à Monêtier. L'encadrement de la porte principale est fait de  pilastres d'angle, l'archivolte est en plein cintre. La clé représente un cœur et une croix en ressaut.

#### Le clocher[2]
Il est imposant et élégant. Il comporte quatre étages avec cordons, les deux derniers sont percés de baies doubles, avec barrières en fer forgé au troisième étage. Ce qui fait un total de seize baies pour que le son des cloches, pour les heures et pour l'Angélus résonne dans tout le hameau. Ce clocher est couvert d'un dôme à quatre pans en ardoises, surmonté d'un lanternon, d'un globe et d'une croix. C'est la réplique de ceux de la collégiale de Briançon.
En 1835, on commande deux cloches pour l'église chez Vallier, fondeur à Plampinet. Il y est inscrit "Que la glorieuse intercessions de St Antoine nous protège et nous préserve de tout mal. J'appelle les fidèles à ma voix pour rendre hommage au roi". Au début du 21ième siècle, l'une des cloches abimées, est remplacée par une cloche neuve, produite à Annecy par un célèbre fondeur de cloches.
De l'extérieur, on distingue assez clairement que l'église est constituée de trois  parties bien distinctes, plus la cure adossée au chevet plat, à l'est. Les trois parties correspondent certainement à trois époques de construction ou reconstruction différentes.

### L'intérieur[3]
En entrant par la porte principale, on distingue nettement :
- la nef, partiellement couverte d'une tribune et couverte d'une voute à pénétration, c'est-à-dire que les embrasures des fenêtres se fondent dans la voute.
- la partie centrale carrée est voutée d'arêtes et surélevée de deux marches. Elle est plus étroite que la nef, et que le chœur à chevet plat. Elle était sans doute le chœur ou la totalité de la toute première chapelle du 16ième siècle. Elle est dotée de deux très beaux autels baroques, placés symétriquement à droite et à gauche, avec retours sur les murs de refend du chœur. Au centre de la croisée des voutes ogivales, une croix grecques fleurdelisée est peint en rouge et vert. En façade sud, est percée une petite porte voutée, avec verrière au dessus de la porte. Elle est la plus fréquentée pour entrer dans l'église, pour les offices ou les visites; 
- le chœur à chevet plat, nettement plus large que la partie centrale et qui est également surélevé de deux marches supplémentaires. Il est couvert d'une coupole octogonale. Elle est décorée d'éléments en plâtre : au plafond, une colombe, sur les arcs, deux panneaux vides se font face. Au pied de la coupole,, une corniche sous laquelle on peut voir en alternance quatre figures d'angelots et autre oculus. Sur le fond du chœur, orné d'un très bel autel baroque, s'ouvre deux portes identiques, l'une pour la sacristie, l'autre pour un passage direct vers l'escalier du clocher et la cure.
Au total, depuis la nef, deux surélévations successives de deux marches permettent une belle perspective vers le grand autel baroque et les deux autels baroques latéraux de la partie centrale.
La largeur de l'église subit un net pincement dans la partie centrale, sans doute la plus ancienne. Les constructions ultérieures, à l'ouest pour la nef et à l'est pour le chœur, adossé à la cure, ont élargi le bâtiment. Les ressauts de ces surlargeurs sont bien visibles sur le flanc sud de l'église.

#### Les verrières[3]
Trois types de verrières blanches éclairent l'église
- dans le chœur, deux verrières blanches de chaque côté comportent deux lancettes, sur une belle hauteur. La lumière blanche y pénètrent bien et elle met en valeur l'autel baroque. D'une manière générale les églises baroques sont toujours dotées de verrières blanches pour que d'éventuelles couleurs ne viennent pas jurer avec la décoration baroque dorée. Le remplage est constitué de d'un trèfle à quatre feuilles et de deux arcs lancéolés
- dans la partie centrale, deux baies de tailles moyennes, en verre blanc, qui ne s'ouvrent pas, donnent leur lumière vers les deux autels baroques latéraux.
- dans la nef, trois fenêtres basses s'ouvrant " à la française", en bois et verre blanc, éclairent la partie basse. On peut les ouvrir facilement pour aérer l'église. A l'extérieur, elles sont protégées par des grilles métalliques simples. En partie haute, quatre baies carrées à deux vantaux métalliques chacune, sont disposées pour l'éclairage de la tribune. Il est possible de les ouvrir mais elles sont difficiles d'accès et leur vétusté rend difficile leur ouverture.

#### La tribune des pénitents[3]
La tribune, appelée "les plans" par leurs usagers, accueillait la confrérie des pénitents de la communauté des Guibertes. Les pénitents assuraient principalement deux fonctions, l'une purement religieuse : ils s'astreignaient à un mode de vie dévot, à des prières, des adorations et des processions régulières. l'autre fonction était funéraire : ils assistaient les funérailles d'une grande partie de la  population.  
Ces confréries fonctionnaient sur le modèle associatif : dépôts de statuts, élections tous les deux ans des différents responsables du groupe : recteur, trésorier, maitre de cérémonie. Le recteur était souvent un notable. l'habitude voulait que ce soit lui offre le repas le jour du Saint Esprit.  
On y trouve trouve le mobilier et les attributs de ses membres : bancs et bancs coffres, pour y ranger les livres de prières, peints en vert tendre, décorés de motifs de fleurs, bâtons de procession avec hampe plus ou moins décorées selon les époques et les fonctions au sein de la confrérie, lanternes de procession, catalogue (tableau des membres) pour les recteurs le frères et les sœurs. 
Fondée en 1644, cette confrérie sera active jusque dans les années 1925, avec certainement une interruption au moment de la révolution française qui les a interdites. La barrière de fer forgé est simple, de section carrée. Elle est sans doute la récupération de la grille d'un balcon. L'insuffisance de moyen a empêché de la prolonger pour la descente de l'escalier. D'où une lourde structure en bois gris qui remplace la dite barrière mais les planches de bois doivent se raccorder par une sorte de plafond au mur de gauche. Cette structure déséquilibre le volume de la nef, et renforce l'impression de "tunnel", lorsque le visiteur rentre par la petite porte. On peut donc regretter que la grille ne descende pas le long de l'escalier à droite lorsqu'on monte à la tribune.  

#### Le mobilier: Les trois autels baroques[3]

##### Le grand autel
Le grand autel, adossé au chevet plat, est daté de 1651. C'est en tous cas la date indiquée sur le tableau de la Pentecôte qui occupe le centre du retable. Il est de pur style baroque savoyard, avec colonnes torses en pin cembro, angelots, volutes, rinceaux, feuillages, etc. Au dessus du tableau, en position centrale, Dieu le père est présent en majesté, entouré de nombreux anges. Le tabernacle est orné de colonnettes torsadées. il comprend quatre pans coupés creusés de niches sur fond bleu des deux côtés de la porte, occupées par quatre statues des quatre évangélistes, dont deux ont été malheureusement volées. Une couronne surmonte un beau baldaquin qui rejoint le haut du tabernacle par des panneaux en volute. Deux anges musiciens, peut-être rapportés encadrent le tabernacle. L'autel est flanqué à droite et à gauche de belles statues de saints vêtus d'or, de belle hauteur (un mètre environ), qui reposent sur de superbes piédestaux décorés. Les gradins indiquent la date de 1709, âge d'or du baroque.

##### Les statues sur les deux murs de refend[3]
Elles sont installées sur consoles soutenues par un ange aux deux ailles dorées bien déployées. Elles assurent la décoration des deux retours d'angle, résultant de l'agrandissement du chœur, par rapport à la partie centrale. Vues de loin, ces statues contribuent à la mise en scène du grand autel qu'elles encadrent, avec un décalage donnant relief et profondeur à l'ensemble. A droite, c'est Saint Antoine d'Egypte qui nous accueille avec ses symboles : le tau, le livre, la clochette et le cochon. A gauche, c'est Marie qui tient l'enfant Jésus dans son bras droit et salue de sa main gauche. Elle est coiffée d'une riche couronne et le drapé de son manteau d'or tombe jusqu'à ses pieds. Les deux statues sont encadrées de pilastres à chapiteaux corinthiens dorés, avec guirlandes de fleurs dorées descendantes, corniches à petits cubes, et autres trésors décoratifs du baroque.  

##### Les deux autels latéraux[3]
Plaqués sur les murs nord et sud de la partie centrale, il ferme le décor du théâtre baroque formé par le maitre autel, les retours d'angle et leurs statues. Une mise en scène rare et très réussie. Ils sont rigoureusement identiques par leur décoration de colonnes torsadées en pin cembro, entourées de sarments de vigne portant feuilles et grappes dorées. Les gradins à deux marches, richement décorés en guirlandes d'or sur fond vert, sont garnis d'une collection de pique cierges, récemment restaurés. Les deux grands tableaux des retables sont ornés de cadres sculptés avec vides volontaires, formant dentelle de bois, et dorées avec finesse. Le tableau de droite, un peu sombre représente Saint Antoine en prière. Le tableau de gauche illustre Notre Dame des sept douleurs.  
Les trois autels baroques contribuent au caractère exceptionnel de cet édifice, la plus belle église baroque de toute la vallée de Serre Chevalier. Ces autels ont évidemment largement contribué au classement comme monuments historiques de la chapelle du Saint Esprit des Guibertes.  

#### Les autres mobiliers importants

##### La table de communion
Sans doute plus récente, elle est formée de belles balustres en noyer, et développe une forme semi circulaire harmonieuse pour fermer l'espace du chœur liturgique. Elle est flanquée de deux lions rustiques, à tête de chien plus que de lion, datant sans doute du XVIe siècle, et récupérés dans une église antérieure.  

##### La chaire
Installée dans la partie centrale de l'église, donc plus ancienne, elle n'est pas baroque. Sculptée dans du mélèze, la cire lui donne une teinte un peu rouge, typique des meubles réalisés dans ce bois. La rampe de l'escalier et formé de beaux pilastres sculptés. La cuve est formée de cinq panneaux sculptés de motifs floraux en bas relief, qui dominent un petit confessionnal niché sous la chaire.  Sur sa porte on retrouve les mêmes pilastres que la rampe, peints en blanc. Une niche sur fond bleu, surmonté d'un angelot blanc est creusée dans le panneau central, mais la statue qui garnissait cette niche a disparu. L'abat-son est sculpté en forme de couronne à cinq branches, se rejoignant vers un apex surmonté d'un ange musicien avec sa trompette. Sa face inférieure est décorée d'un beau soleil et de nombreuses étoiles en or sur fond bleu sombre. Plus rustique que les autels baroques, elle est un beau témoin de la menuiserie raffinée que pouvaient réaliser les anciens avec le mélèze, seul arbre abondant dans la vallée, à l'époque.  

##### Le baptistère
Il est installé au fond de l'église à gauche, en entrant par la grande porte. Il est daté de 1707, comme le grand autel. Sa base à six panneaux est en granite sculpté de panneaux simples. Il est surmonté d'un grande pyramide en bois, elle-même surmontée d'une couronne. Deux panneaux de la pyramide peuvent s'ouvrir et donnent sur un petit placard où se trouve les saintes huiles; la verseuse pour l'eau et tous les accessoires nécessaires pour un baptême. L'eau retombe dans une vaste cuve au dessus de laquelle on penche l'enfant à baptiser, sans ôter toute la pyramide.  On retrouve ce type de fonts baptismaux dans la vallée de la Guisane, notamment à l'église du Monêtier-les-Bains.

#### Les tableaux
L'église du Saint-Esprit des Guibertes est ornée de nombreux tableaux. Faute de place, certains sont placés de "guingois" dans les angles de ma nef, la partie ouest, la plus récente.  
Ont déjà été cités les trois tableaux incrustés dans les trois autels baroques. De part et d'autre de l'autel central, deux superbes tableaux, récemment rénovés et bien éclairés par les grandes lancettes blanches des verrières, ajoutent à la beauté du chevet plat. Ils représentent, à droite  Saint Antoine Abbé, la Vierge à l'enfant et Saint Jean Baptiste, reconnaissable au symbole de l'Agneau, à son pauvre vêtement et à son bâton en forme croix où s'entoure un phylactère en latin : "Ecce Agnus Dei, qui tollis peccata mundi". A gauche, le grand tableau jumeau représente  l'apparition de la Vierge Marie et de l'enfant Jésus à Saint Antoine de Padoue. Ces deux tableaux ont été somptueusement rénovés dans les années 2010. 
Le tableau qui faisait face à la chaire est en cours de rénovation en 2024. Il représente le Christ en croix, en présence de la Vierge, de Saint Sébastien et de Saint François.  
Dans la grande nef, à gauche un grand tableau en bon état illustre la mort de Saint Joseph. A droite le tableau un peu sombre nous montre un évêque, une piéta en haut à droite et Saint Jean Baptiste, reconnaissable également par le symbole de l'agneau, du puits d'eau vive et de son bâton avec phylactère.  

#### Conclusion
L'église Saint-Esprit des Guibertes est somptueusement décorée, tant par les autels baroques, que les tableaux et d'autres mobiliers beaux et intéressants par leur richesse artistique et culturelle. Un vrai trésor. 
Mais il y a un bémol : les murs intérieurs de l'église sont décrépis. L'association loi de 1901 "La Guibertine" a reçu un important legs, dans les années 2010 pour remédier à cette situation. Ce leg pourrait couvrir de lourds frais de restauration. Mais les travaux supposent les accords conjoints de la mairie du Monêtier-les-Bains, propriétaire de l'édifice depuis 1905, de l'administration des monuments historiques. Ceci sur financement de La Guibertine, difficile à mettre en œuvre sur le plan juridique. L'instruction des dossiers de rénovation n'est donc pas aisée. Pour l'instant, en 2025, le statu quo prévaut quant à la réfection des murs internes de l'église très dégradés. C'est dommage. 

Pour le Monêtier-les-Bains et toute la vallée de Serre Chevalier, l'église Saint-Esprit des Guibertes représente un atout supplémentaire. La vallée de la Guisane est unique car elle attire les touristes, pour ses sports de plein air en hiver comme en été, son climat à la fois ensoleillé et enneigé et une richesse patrimoniale exceptionnelle. 